# جیامارکو فرزا
جیامارکو فرزا (انگلیسی: Giammarco Frezza؛ زادهٔ ۱۲ سپتامبر ۱۹۷۵) بازیکن فوتبال اهل ایتالیا است.
از باشگاه‌هایی که در آن بازی کرده‌است می‌توان به باشگاه فوتبال اینتر میلان، باشگاه فوتبال تورینو، باشگاه فوتبال لودیجیانی کالچو، باشگاه فوتبال کیه‌وو ورونا، باشگاه فوتبال سالرنیتانا، باشگاه فوتبال فوجا، باشگاه فوتبال آ.اس. رم، باشگاه فوتبال دلفینو پسکارا، و باشگاه فوتبال پالرمو اشاره کرد.
وی همچنین در تیم ملی فوتبال زیر ۲۱ سال ایتالیا بازی کرده‌است.